# 拉古尼利亞斯湖

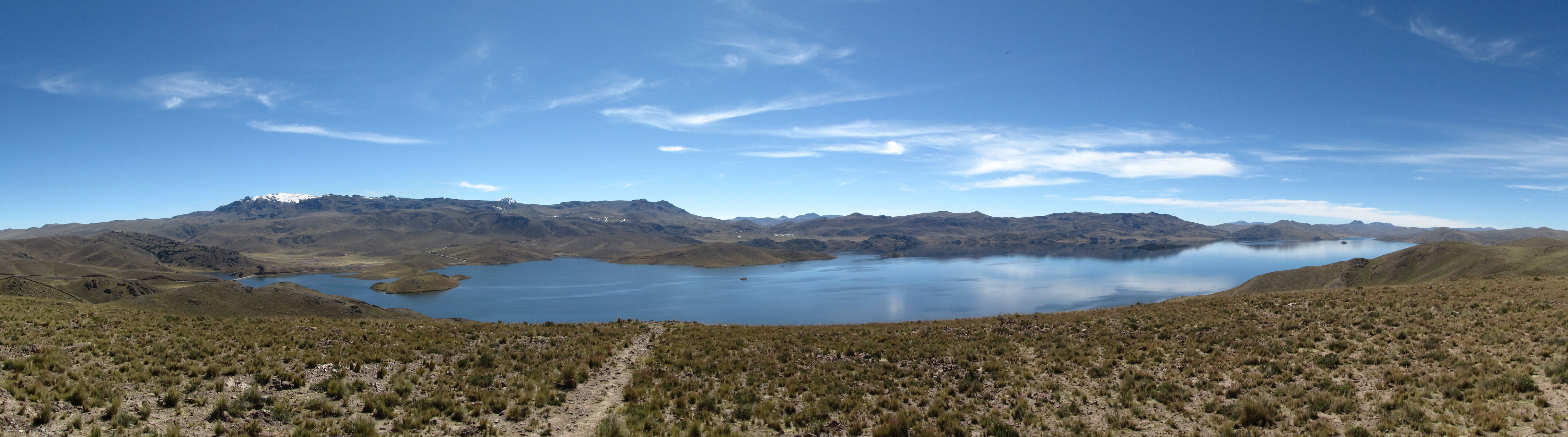

15°43′30″S 70°44′08″W / 15.725°S 70.735556°W
拉古尼利亞斯湖（西班牙語：Laguna Lagunillas），是秘魯的湖泊，位於該國東南部普諾大區，由蘭帕省負責管轄，長18.6公里、寬5.8公里，面積66平方公里，海拔高度4,174米，平均水深47.6米。